# Mihona
Mihona is een nagar panchayat (plaats) in het district Bhind van de Indiase staat Madhya Pradesh. 

## Demografie
Volgens de Indiase volkstelling van 2001 wonen er 14.799 mensen in Mihona, waarvan 53% mannelijk en 47% vrouwelijk is. De plaats heeft een alfabetiseringsgraad van 65%. 